# Mladkov
Mladkov är en ort i Tjeckien.   Den ligger i regionen Pardubice, i den östra delen av landet, 160 km öster om huvudstaden Prag. Mladkov ligger 506 meter över havet och antalet invånare är 568.
Terrängen runt Mladkov är kuperad åt sydost, men åt nordväst är den platt. Runt Mladkov är det ganska glesbefolkat, med 43 invånare per kvadratkilometer. Närmaste större samhälle är Jablonné nad Orlicí, 7,7 km söder om Mladkov. I omgivningarna runt Mladkov växer i huvudsak blandskog.